# Пердризе, Поль
Эмиль Фредерик Поль Пердризе (фр. Émile Frédéric Paul Perdrizet; 22 июля 1870, Монбельяр, — 4 июня 1938, Нанси) — французский учёный-археолог, эллинист и медиевист.

## Биография
В 1890 году Поль поступил в Высшую нормальную (педагогическую) школу, где его учителями были, среди прочих, Гастон Буассье и Максим Коллиньон. В 1893 году он получил степень магистра литературы, а в октябре того же года вместе с Пьером Жуге был принят во Французскую школу в Афинах.
С 1894 по 1899 год и в 1901 году Поль Пердризе проводил раскопки в Дельфах, оказав важное значение доисторических событий, происходивших в этом месте. Путешествовал по Македонии, Турции, Малой Азии, Кипру, Сирии и Малой Армении, после чего в 1896 году был отправлен на Кипр, чтобы возглавить раскопки в Ларнаке, вначале порученные Шарлю Фоссе.
В октябре 1899 года он вернулся во Францию, был назначен преподавателем греческого языка и литературы в Нанси. Там он женился на Люсиль, второй из четырёх дочерей известного художника Эмиля Галле и Генриетты Галле. На основе Музея античных слепков Пердризе основал Институт классической археологии на факультете искусств в Нанси (разрушен немецкой бомбардировкой 31 октября 1918 года). После защиты диссертации по истории средневекового искусства в Сорбонне в 1908 году Поль Пердризе добился создания кафедры археологии и истории искусств, но одновременно продолжал преподавать греческую литературу.
В 1900 году Теофиль Oмолль снова вызвал его в Афины сроком на год. Затем он путешествовал по Фракии и Македонии и по результатам поездки опубликовал статьи в «Bulletin de conformance hellénique». Ульрих фон Виламовиц-Мёллендорф поручил ему работу над томом «Corpus Inscriptionum Graecarum», посвящённым надписям Македонии (политические разногласия и состояние здоровья помешали ему осуществить этот проект).
Уехав в Египет в 1909 году, Поль Пердризе принял участие в Каирском конгрессе и начал изучать египетский эллинизм.
Когда началась Первая мировая война, он добровольно записался рядовым в 41-й территориальный пехотный полк в Туле, а в октябре 1915 года был переведён в Бюро исследований иностранной прессы, где провёл остаток войны, составляя греческий пресс-бюллетень. Затем, 1 ноября 1919 года, он был назначен на кафедру археологии в Страсбурге, где присоединился к своему бывшему студенту Альберу Гренье.
По просьбе Академии надписей и изящной словесности, по рекомендации Теофиля Омолля, он в 1924 году отвечал за раскопки в Антиохии; возглавил две миссии в Сирии, которые он последовательно представил Анри Сейригу и Даниэлю Шлюмберже. Вместе с ними он исследовал регион ниже Кархемиша и посетил города Телль-Амар и Арслан-Таш. Несмотря на поддержку Рене Дюссо и финансовую поддержку Академии, он отказался от раскопок.
С 1933 по 1936 год Пердризе был консультантом своего ученика Сами Габра на раскопках некрополя Гермополис Магна в Египте. С 1923 года он был корреспондентом Академии надписей и изящной словесности.

## Основные труды
- Fouilles de Delphes, V, Bronzes, vases, antiquités diverses, 1905—1908
- Melnic et Rossno, Bulletin de correspondence helléniqie, XXXI, 1907, 20 – 37
- La Galerie Campana et les musées français, avec René Jean, 1907 (lire en ligne) [archive]
- L’art symbolique du Moyen Âge à propos des verrières de l'église St-Étienne à Mulhouse, 1907 ((lire en ligne) [archive]
- La Vierge de Miséricorde. Étude du thème iconographique, Paris, Albert Fontemoing éditeur, coll. " Bibliothèque des Écoles françaises d’Athènes et de Rome no 101 ", 1908, 260 p. (lire en ligne [archive])
- Les Bronzes grecs d’Égypte de la collection Fouquet, 1911
- Les Graphites grecs du Memnonion d’Abydos, avec G. Lefebvre, 1919
- Les Terres cuites de l’Égypte gréco-romaine de la collection Fouquet, 2 vols., 1921